# 박준혁 (1833년)

박준혁(朴準赫, 1833년 3월 10일~ 1903년 7월 16일)은 조선후기의 관료이다. 본관은 밀양(密陽)이고, 자는 사승(史昇) 또는 사평(士平)이고, 호는 양와(暘窩)이다. 매우 박만백의 5세손으로 경복궁 근정전 특제(特除) 통정대부(通政大夫)을 지냈고, 독실하게 성리학을 연구하였다. 울진군지(蔚珍君誌) 및 박씨문헌록(朴氏文獻錄)(국립중앙도서관 및 충남대학교 도서관)에서 볼 수 있다.
|  |  |